# Wojsława Bogusławówna
Wojsława Bogusławówna (ur. ?, zm. 7 maja 1229) – księżniczka pomorska, córka Bogusława II, księcia pomorskiego na Szczecinie i Mirosławy.

## Życie
Imię Wojsławy jest znane z dwóch dokumentów źródłowych. Pierwszy został wydany w jej intencji przez matkę Mirosławę dla klasztoru słupieńskiego, w którym księżna nadała wieś. Drugi, wydany po jej śmierci, gdzie wzmiankowana jest w dokumencie wydanym 11 grudnia 1229, z nadań dla klasztoru Cystersów w Eldenie.
Zmarła 7 maja 1229. Była kobietą niezamężną. Pochowana została prawdopodobnie w kościele klasztoru Norbertanów na górze "Watechow" (poźn: Góra Najświętszej Maryi Panny) w Uznamiu, gdzie Bogusław I przeniósł zakonników z Grobi. Jej ciało spoczęło zapewne obok stryja Warcisława Bogusławowica i przeniesionych z Grobi sarkofagów Racibora I i Bogusława I
.

### Genealogia
| Bogusław I ur. najp. 1127 zm. 18 III 1187 | Bogusław I ur. najp. 1127 zm. 18 III 1187 |                                                                |                                                                | Anastazja Mieszkówna ur. prawd. 1164 zm. po 31 V 1240 | Anastazja Mieszkówna ur. prawd. 1164 zm. po 31 V 1240 |  |  | Mściwój I gdański ur. ? zm. w okr. 1213–1215 | Mściwój I gdański ur. ? zm. w okr. 1213–1215 |                                                       |                                                       | Swinisława ur. ? zm. p. 4 IX 1230 | Swinisława ur. ? zm. p. 4 IX 1230 |
|                                           |                                           |                                                                |                                                                |                                                       |                                                       |  |  |                                              |                                              |                                                       |                                                       |                                   |                                   |
|                                           |                                           |                                                                |                                                                |                                                       |                                                       |  |  |                                              |                                              |                                                       |                                                       |                                   |                                   |
|                                           |                                           | Bogusław II ur. w okr. 1178–1184 zm. 23 lub 24 I 1220 lub 1221 | Bogusław II ur. w okr. 1178–1184 zm. 23 lub 24 I 1220 lub 1221 |                                                       |                                                       |  |  |                                              |                                              | Mirosława ur. w okr. 1190–1195 zm. p. przed 2 II 1237 | Mirosława ur. w okr. 1190–1195 zm. p. przed 2 II 1237 |                                   |                                   |
|                                           |                                           |                                                                |                                                                |                                                       |                                                       |  |  |                                              |                                              |                                                       |                                                       |                                   |                                   |
|                                           |                                           |                                                                |                                                                |                                                       |                                                       |  |  |                                              |                                              |                                                       |                                                       |                                   |                                   |
|                                           |                                           |                                                                |                                                                |                                                       |                                                       |  |  |                                              |                                              |                                                       |                                                       |                                   |                                   |

|  |  |  |  | Wojsława Bogusławówna (ur. ?, zm. 7 V 1229) |